# Zero Hedge
Zero Hedge — англоязычный интернет-блог, посвящённый обзорам международной экономической системы. Блог работает в режиме агрегатора новостей на экономическую тематику и публикует мнение редакции на поступающие новостные сообщения. Новостная часть блога готовится группой редакторов, которая выступает под общим псевдонимом Тайлер Дёрден (персонаж из романа и кинофильма «Бойцовский клуб»).
Материалы блога Zero Hedge отражают точку зрения новых правых, содержат признаки антиистеблишмента, теорий заговора и панических настроений в отношении международной экономической системы. Блог Zero Hedge неоднократно подвергался критике за публикацию экстремистских материалов и пророссийские взгляды.

## История создания и авторский коллектив
Согласно данным Boston Business Journal «при помощи целого авторского коллектива, якобы имеющего отношение к финансовой сфере», блог Zero Hedge «публикует как непосредственно сами финансовые новости, так и редакционную оценку этих новостей». При этом публикации в блоге подписаны именем «Тайлер Дарден» — персонажем романа Чака Паланика «Бойцовский клуб».
После создания блога в 2009 году выяснилось, что его создателем был выходец из Болгарии Даниэль Иванджийский — финансовый аналитик хедж-фонда Wexford Capital, который в 2008 году был отстранён от работы по решению американских надзорных органов за осуществление инсайдерской торговли. Согласно данным опубликованным средствами массовой информации, Даниэль Иванджийский размещал статьи в блоге Zero Hedge под псевдонимом «Тайлер Дарден», а один из авторов блога показал, что статьи под псевдонимом «Тайлер Дарден» могли размещать порядка 40 человек. Изначально интернет блог Zero Hedge был зарегистрирован в Болгарии на том же самом адресе, что и сайт Strogo Sekretno, владельцем которого являлся отец Даниэля Иванджийского — Красимир Иванджийски. При этом в качестве регистратора сайта указан бизнес-партнёр Красимир Иванджийского — Георгий Георгиев.
По состоянию на апрель 2016 года статьи в блоге под псевдонимом «Тайлер Дарден» размещало три человека — Даниэль Иванджийский, специалист по деривативам Тим Бекшел (англ. Tim Backshall) и Колин Локи (англ. Colin Lokey). Данные об авторах, размещающих статьи под псевдонимом «Тайлер Дарден», стали известны после того, как Колин Локи в 2016 году покинул проект и поделился деталями о внутреннем устройстве блога Zero Hedge со средствами массовой информации. Даниэль Иванджийский подтвердил, что с того времени, как в 2015 год к проекту присоединился Колин Локи, под псевдонимом «Тайлер Дарден» свои статьи публиковали «три человека, получающие за свою работу деньги».

## Финансы
Со слов Колина Локи стало известно, что за публикации статей в блоге Zero Hedge он ежемесячно получал 6 тысяч долларов США, а его годовой бонус составлял 50 тысяч долларов США. При этом за 2015 год доход Колина Локи составил более 100 тысяча долларов США.
Согласно информации, полученной от Даниэля Иванджийского, блог Zero Hedge зарабатывает на привлечении рекламы.

## Читательская аудитория и взгляды
К сентябрю 2009 года блог Zero Hedge привлёк такой объём трафика, который значительно превысил показатели ряда существовавших на тот момент финансовых изданий. В 2009 году компания Quantcast фиксировала по 333 тысячи уникальных посетителей ежемесячно. В том же году Даниэль Иванджийский, выступая под псевдонимом «Тайлер Дарден» дал интервью Bloomberg Radio, а блог Zero Hedge был упомянут в отчёте Columbia Journalism Review. Американский журналист и политический обозреватель Мэтт Тайбби ссылался на блог Zero Hedge, как достаточно осведомлённый источник информации по системе коррупции в банковской сфере, и задавался вопросом — по какой причине средства массовой информации, специализирующиеся на финансовой тематике, своевременно не обратили внимания на признаки наличия коррупции в инвестиционном банке Goldman Sachs. Несмотря на подобные отзывы, блог Zero Hedge подвергался критике за публикацию материалов в отношении инвестиционного банка Goldman Sachs, относящихся, по мнению критиков, к жанру «теории заговора». В 2011 году New York Times охарактеризовал блог Zero Hedge в качестве «хорошо осведомленного, но довольно спорного источника информации в сфере финансов».
В декабре 2012 года банковская группа Bank of America, ранее подвергавшаяся критике в блоге Zero Hedge, заблокировала доступ своих сотрудников к этому сайту. Финансовый портал CNNMoney считает, что блог Zero Hedge является «площадкой по распространению упаднических настроений и теорий заговора, направленных против сложившегося миропорядка». Американские журналисты Феликс Салмон (англ. Felix Salmon) и Джастин Фокс (англ. Felix Salmon) описывают блог Zero Hedge как «конспирологический сайт». Джастин Фокс охарактеризовал Даниэля Иванджийского в качестве «замечательного журналиста-исследователя», который «смог донести до общества» проблему высокочастотного трейдинга, но отметил, что большинство материалов, публикуемых Zero Hedge, представляет собой «брехню, разбавленную толикой правды». Английский журналист Тим Ворстал (англ. Tim Worstall) считает, что блог Zero Hedge представляет собой не что иное, как «источник распространения панических настроений и вводящей в заблуждение информации». В 2016 году финансовый журнал Bloomberg Markets отметил, что «на фоне финансового кризиса Zero Hedge трансформировался из обычного блога во влиятельную площадку распространения пессимистических настроений, направленных против сложившегося миропорядка».
Колин Локи, бывший автор блога Zero Hedge, в своих интервью заявил, что на него оказывалось давление, в результате чего он не мог искренне излагать свою точку зрения. Согласно заявлениям Колина Локи от него требовалось придерживаться следующих установок: «Россия — это хорошо. Барак Обама — идиот. Башар Асад — добрый правитель. Джон Керри — болван. Владимир Путин — величайший государственный деятель всех времен и народов». В ответ на эти заявления Даниэль Иванджийский сказал, что «никто не запрещал Колину Локи писать все, что тому вздумается». Покинув проект Zero Hedge, Колин Локи заявил, что «он больше не может славить целыми сутками напролет Хезболлу, Москву, Тегеран, Пекин и Трампа. Это все неправильно и точка. Теперь мне стало ясно, что, в конечном счете, проект Zero Hedge проиграет — это просто шутка, а никакая не революция».
Американский экономист и нобелевский лауреат Пол Кругман заявил, что рассматривает блог Zero Hedge в качестве «паникеров», использующих «страхи обывателей в отношении гиперинфляции». Пол Кругман отмечает, что блогер Билл «Calculated Risk» МакБрайд, презрительно отзывается о проекте Zero Hedge.
Доктор Крейг Пирронг (англ. Craig Pirrong) из Bauer College of Business заявлял, что «он часто обращал внимание на то, что блог Zero Hedge имеет все признаки осуществления советской пропаганды. Более того, в своем первом посте трехгодичной давности, посвященном блогу Zero Hedge, я одним из первых провел параллели между проектом Zero Hedge и медиахолдингом Russia Today».